# Čchö Hong-hui
Čchö Hong-hui, 최홍희, 崔泓熙, v anglickém přepisu Choi Hong Hi, také známý jako Generál Čchö, (9. listopadu 1918 – 15. června 2002), byl generálmajor jihokorejské armády a osoba, která je velmi důležitá v historii korejského bojového umění taekwonda. Generál Čchö je označován za otce taekwonda.

## Život
Čchö Hong-hui se narodil 9. listopadu 1918 v malé vesnici Hwa Dae, na území dnešní KLDR. Čchöův otec ho poslal studovat kaligrafii pod vedením mistra Han Il-donga, který byl také mistrem bojového umění taekkyon, starověkého korejského bojového umění bojování nohou. V Kyotu poznal Čchö Kim Hyun-sooa, který ho začal učit karate. V roce 1939 Čchö získal technický stupeň 1. dan, později pak druhý.

### Vojenská kariéra
Během druhé světové války byl přinucen sloužit v japonské armádě. Byl zapleten do protijaponského odboje a tak byl uvězněn a odsouzen na smrt. Během této doby pokračoval ve cvičení bojových umění. Potom, co Japonsko kapitulovalo, byl propuštěn a v lednu 1946 ustanoven jako podporučík korejské armády. Během let 1946 až 1951 byl Čchö povýšen na podporučíka, poručíka, kapitána, majora, plukovníka a nakonec na brigádního generála. V roce 1954 byl Čchö povýšen do hodnosti generálmajora.

### Taekwondo
Generál Čchö zkombinoval prvky karate, taekkyonu a wu-shu a toto nové bojové umění nazval taekwondo (태권도; 跆拳道). Stalo se tak 11. dubna 1955. Samotný název umění se skládá ze tří slov: tae - techniky (kopy, bloky atd.) prováděné nohama, kwon - techniky (údery, bloky atd.) prováděné rukama a do - cesta bojovníka (filosofie). 22. března 1966 založil Čchö International Taekwon-Do Federation (ITF, Mezinárodní federace taekwonda) a byl zvolen jejím prvním prezidentem. Čchö je také autorem tzv. Encyklopedie taekwonda (korejské i anglické verze) a proto jsou si obě terminologie rovny.
V roce 1971 jihokorejská vláda zamítla Čchöův požadavek, aby mohl vyučovat taekwondo v Severní Koreji, a tak generál Čchö odešel do exilu v Kanadě. Následně jihokorejská vláda založila World Taekwondo Federation (WT, Světová federace taekwonda).

### Úmrtí

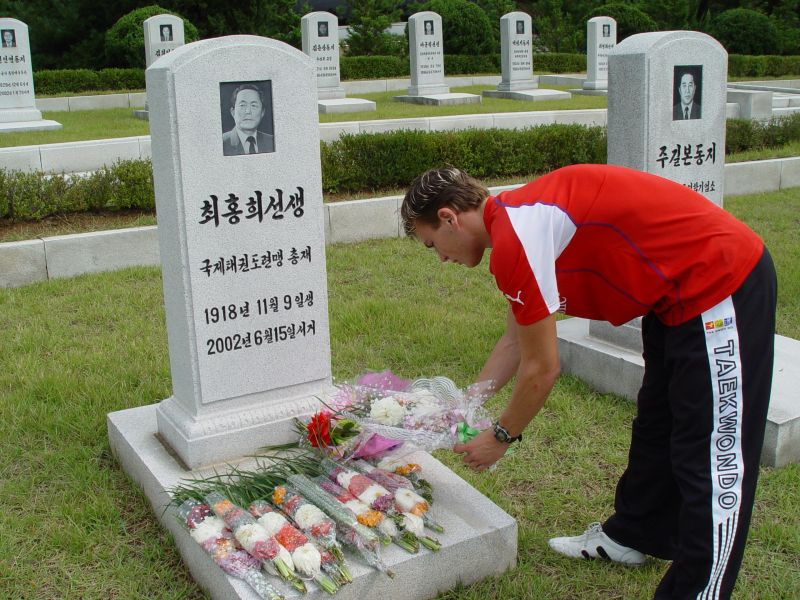
Hrob generála Čchö v Pchjongjangu

Generál Čchö zemřel 15. června 2002 v Pchjongjangu, hlavním městě KLDR (Severní Koreje), kde byl také pochován. Je zařazen v Síni slávy taekwonda s mnoha přívlastky: „Otec a zakladatel taekwonda“, „Zakladatel a první prezident International Taekwon-Do Federation“ a „Zakladatel Oh Do Kwan“.